# Junior-VM i håndbold 1997 (mænd)
Juniorverdensmesterskabet i håndbold for mænd 1997 var det 11. junior-VM i håndbold for mænd, og turneringen med deltagelse af 20 hold afvikledes i Tyrkiet i perioden 23. august – 5. september 1997.
Turneringen blev vundet af Danmark, som i finalen besejrede Ukraine med 29-23. Bronzemedaljerne gik til Frankrig, som i bronzekampen vandt 28-24 over Polen.

## Slutrunde
De 20 deltagende hold var inddelt i fire grupper med fem hold i hver, og i hver gruppe spillede holdene en enkeltturnering alle-mod-alle. De fire gruppevindere, de fire -toere og de fire -treere gik videre til ottendedelsfinalerne, mens holdene, der sluttede som nr. 4 eller 5 i hver gruppe, spillede 1/16-finaler om de sidste fire pladser i ottendedelsfinalerne.

### Indledende runde

#### Gruppe A
| Dato | Kamp                  | Res.  | Pause | Spillested |
| ---- | --------------------- | ----- | ----- | ---------- |
|      | Makedonien – Ukraine  | 31–31 | 12-14 |            |
|      | Spanien – Tyrkiet     | 26–25 | 13-11 |            |
|      | Spanien – Makedonien  | 23–23 | 14-12 |            |
|      | Kroatien – Tyrkiet    | 28–24 | 16-10 |            |
|      | Kroatien – Ukraine    | 26–25 | 14-13 |            |
|      | Spanien – Ukraine     | 28–24 | 13-14 |            |
|      | Makedonien – Tyrkiet  | 28–28 | 15-12 |            |
|      | Kroatien – Makedonien | 34–19 | 16-10 |            |
|      | Spanien – Kroatien    | 25–28 | 13-13 |            |
|      | Tyrkiet – Ukraine     | 23–20 | 9-8   |            |

| Hold       | Kampe | Mål     | Point |
| ---------- | ----- | ------- | ----- |
| Kroatien   | 4     | 116-930 | 8     |
| Spanien    | 4     | 102-100 | 5     |
| Tyrkiet    | 4     | 100-102 | 3     |
| Makedonien | 4     | 101-116 | 3     |
| Ukraine    | 4     | 100-108 | 1     |

#### Gruppe B
| Dato | Kamp               | Res.  | Pause | Spillested |
| ---- | ------------------ | ----- | ----- | ---------- |
|      | Rusland – FAE      | 25–25 | 14-13 |            |
|      | Polen – Østrig     | 21–15 | 13-70 |            |
|      | Rusland – Polen    | 23–23 | 10-14 |            |
|      | Tunesien – FAE     | 29–28 | 14-11 |            |
|      | Tunesien – Østrig  | 34–29 | 15-14 |            |
|      | Rusland – Østrig   | 23–22 | 13-12 |            |
|      | Polen – FAE        | 29–17 | 14-80 |            |
|      | Tunesien – Polen   | 28–26 | 12-17 |            |
|      | Rusland – Tunesien | 25–27 | 11-12 |            |
|      | FAE – Østrig       | 34–20 | 17-10 |            |

| Hold        | Kampe | Mål     | Point |
| ----------- | ----- | ------- | ----- |
| Tunesien    | 4     | 118-108 | 8     |
| Polen       | 4     | 107-830 | 5     |
| Rusland     | 4     | 96-97   | 4     |
| FA Emirater | 4     | 104-103 | 3     |
| Østrig      | 4     | 086-120 | 0     |

#### Gruppe C
| Dato | Kamp                        | Res.  | Pause | Spillested |
| ---- | --------------------------- | ----- | ----- | ---------- |
|      | Slovenien – Saudi-Arabien   | 20–28 | 08-12 |            |
|      | Frankrig – Brasilien        | 19–17 | 7-7   |            |
|      | Frankrig – Slovenien        | 36–23 | 19-60 |            |
|      | Jugoslavien – Brasilien     | 30–15 | 13-60 |            |
|      | Jugoslavien – Saudi-Arabien | 26–20 | 11-90 |            |
|      | Slovenien – Brasilien       | 22–28 | 11-11 |            |
|      | Frankrig – Saudi-Arabien    | 21–20 | 11-10 |            |
|      | Jugoslavien – Slovenien     | 37–25 | 17-14 |            |
|      | Brasilien – Saudi-Arabien   | 20–30 | 10-13 |            |
|      | Frankrig – Jugoslavien      | 20–29 | 10-14 |            |

| Hold          | Kampe | Mål     | Point |
| ------------- | ----- | ------- | ----- |
| Jugoslavien   | 4     | 122-800 | 8     |
| Frankrig      | 4     | 96-89   | 6     |
| Saudi-Arabien | 4     | 98-87   | 4     |
| Brasilien     | 4     | 080-101 | 2     |
| Slovenien     | 4     | 090-129 | 0     |

#### Gruppe D
| Dato | Kamp                      | Res.  | Pause | Spillested |
| ---- | ------------------------- | ----- | ----- | ---------- |
|      | Danmark – Grækenland      | 34–17 | 17-70 |            |
|      | Hviderusland – Egypten    | 32–29 | 18-15 |            |
|      | Danmark – Hviderusland    | 31–19 | 17-80 |            |
|      | Tyskland – Grækenland     | 23–19 | 10-90 |            |
|      | Tyskland – Egypten        | 30–28 | 12-11 |            |
|      | Danmark – Egypten         | 30–16 | 14-40 |            |
|      | Hviderusland – Grækenland | 23–23 | 12-13 |            |
|      | Tyskland – Hviderusland   | 34–28 | 18-13 |            |
|      | Grækenland – Egypten      | 22–30 | 12-14 |            |
|      | Danmark – Tyskland        | 24–21 | 13-10 |            |

| Hold         | Kampe | Mål     | Point |
| ------------ | ----- | ------- | ----- |
| Danmark      | 4     | 119-730 | 8     |
| Tyskland     | 4     | 108-990 | 6     |
| Hviderusland | 4     | 102-117 | 3     |
| Egypten      | 4     | 103-114 | 2     |
| Grækenland   | 4     | 081-110 | 1     |

### Finalekampe
| \| Dato \| Kamp \| Res. \| Pause \| Spillested \| \| 1/16-finaler \| 1/16-finaler \| 1/16-finaler \| 1/16-finaler \| 1/16-finaler \| \| ------------ \| ------------------------ \| ------------ \| ------------ \| ------------ \| \| \| Makedonien – Østrig \| 36–24 \| 17-12 \| \| \| \| FAE – Ukraine \| 26–30 \| 14-16 \| \| \| \| Brasilien – Grækenland \| 27–23 \| 14-13 \| \| \| \| Egypten – Slovenien \| 29–24 \| 09-12 \| \| \| 1/8-finaler \| \| \| \| \| \| \| Kroatien – Ukraine \| 21–23 \| 10-90 \| \| \| \| Saudi-Arabien – Tyskland \| 24–25 \| 12-10 \| \| \| \| Tunesien – Makedonien \| 26–23 \| 08-10 \| \| \| \| Tyrkiet – Polen \| 21–26 \| 09-14 \| \| \| \| Hviderusland – Frankrig \| 26–27 \| 12-11 \| \| \| \| Rusland – Spanien \| 23–31 \| 12-13 \| \| \| \| Danmark – Brasilien \| [0]27–24[1] \| 11-13 \| \| \| \| Jugoslavien – Egypten \| 25–27 \| 14-10 \| \| \| Kvartfinaler \| \| \| \| \| \| \| Spanien – Danmark \| 13–20 \| 06-10 \| \| \| \| Ukraine – Tyskland \| 33–23 \| 17-10 \| \| \| \| Frankrig – Tunesien \| 26–24 \| 11-10 \| \| \| \| Egypten – Polen \| [0]33–35[2] \| 13-15 \| \| \| Semifinaler \| \| \| \| \| \| \| Ukraine – Polen \| 35–19 \| 15-11 \| \| \| \| Frankrig – Danmark \| 21–36 \| 11-15 \| \| \| Bronzekamp \| \| \| \| \| \| \| Polen – Frankrig \| 24–28 \| 08-11 \| \| \| Finale \| \| \| \| \| \| \| Ukraine – Danmark \| 23–29 \| 10-14 \| Trabzon \| |                          |          |       |            |
| Dato | Kamp                     | Res.     | Pause | Spillested |
| 1/16-finaler |                          |          |       |            |
| | Makedonien – Østrig      | 36–24    | 17-12 |            |
| | FAE – Ukraine            | 26–30    | 14-16 |            |
| | Brasilien – Grækenland   | 27–23    | 14-13 |            |
| | Egypten – Slovenien      | 29–24    | 09-12 |            |
| 1/8-finaler |                          |          |       |            |
| | Kroatien – Ukraine       | 21–23    | 10-90 |            |
| | Saudi-Arabien – Tyskland | 24–25    | 12-10 |            |
| | Tunesien – Makedonien    | 26–23    | 08-10 |            |
| | Tyrkiet – Polen          | 21–26    | 09-14 |            |
| | Hviderusland – Frankrig  | 26–27    | 12-11 |            |
| | Rusland – Spanien        | 23–31    | 12-13 |            |
| | Danmark – Brasilien      | [0]27–24 | 11-13 |            |
| | Jugoslavien – Egypten    | 25–27    | 14-10 |            |
| Kvartfinaler |                          |          |       |            |
| | Spanien – Danmark        | 13–20    | 06-10 |            |
| | Ukraine – Tyskland       | 33–23    | 17-10 |            |
| | Frankrig – Tunesien      | 26–24    | 11-10 |            |
| | Egypten – Polen          | [0]33–35 | 13-15 |            |
| Semifinaler |                          |          |       |            |
| | Ukraine – Polen          | 35–19    | 15-11 |            |
| | Frankrig – Danmark       | 21–36    | 11-15 |            |
| Bronzekamp |                          |          |       |            |
| | Polen – Frankrig         | 24–28    | 08-11 |            |
| Finale |                          |          |       |            |
| | Ukraine – Danmark        | 23–29    | 10-14 | Trabzon    |

### Medaljevindere
| Guld | Sølv    | Bronze |
| --- | ------- | --- |
| Danmark | Ukraine | Frankrig |
| Kasper Hvidt Joachim Boldsen Michael Rasmussen Jesper Jensen Morten Jakobsen Mads Storgaard Lau Jakobsen Morten Krampau Lars Rasmussen Søren Rasmussen Claus Flensborg Kasper Jørgensen Anton M. Jensen Jonas Pedersen Claus Møller Jakobsen | [[]]    | Thierry Omeyer Stéphane Clémençon Nicolas Lemonne Xavier Guérin Christophe Zuniga Jean-René Bezançon Aymeric Boutrais Adriaan Gregory Jérôme Fernandez Stéphane Richardson Cédric Ignol Laurent Busselier Semir Zuzo Guillaume Gille Yannick Reverdy Didier Dinart |

### Placeringskampe om 5.- til 8.-pladsen
Placeringskampene havde deltagelse af de fire tabende kvartfinalister.
| Dato               | Kamp                | Res.        | Pause       | Spillested  |
| Semifinaler        | Semifinaler         | Semifinaler | Semifinaler | Semifinaler |
| ------------------ | ------------------- | ----------- | ----------- | ----------- |
|                    | Spanien – Tunesien  | 32–26       | 18-13       |             |
|                    | Egypten – Tyskland  | 23–22       | 10-80       |             |
| Kamp om 7.-pladsen |                     |             |             |             |
|                    | Tyskland – Tunesien | 35–25       | 18-10       |             |
| Kamp om 5.-pladsen |                     |             |             |             |
|                    | Egypten – Spanien   | 22–27       | 09-15       |             |

| Samlet rangering | Samlet rangering |
| ---------------- | ---------------- |
| 5.               | Spanien          |
| 6.               | Egypten          |
| 7.               | Tyskland         |
| 8.               | Tunesien         |